# Willy Burgdorfer

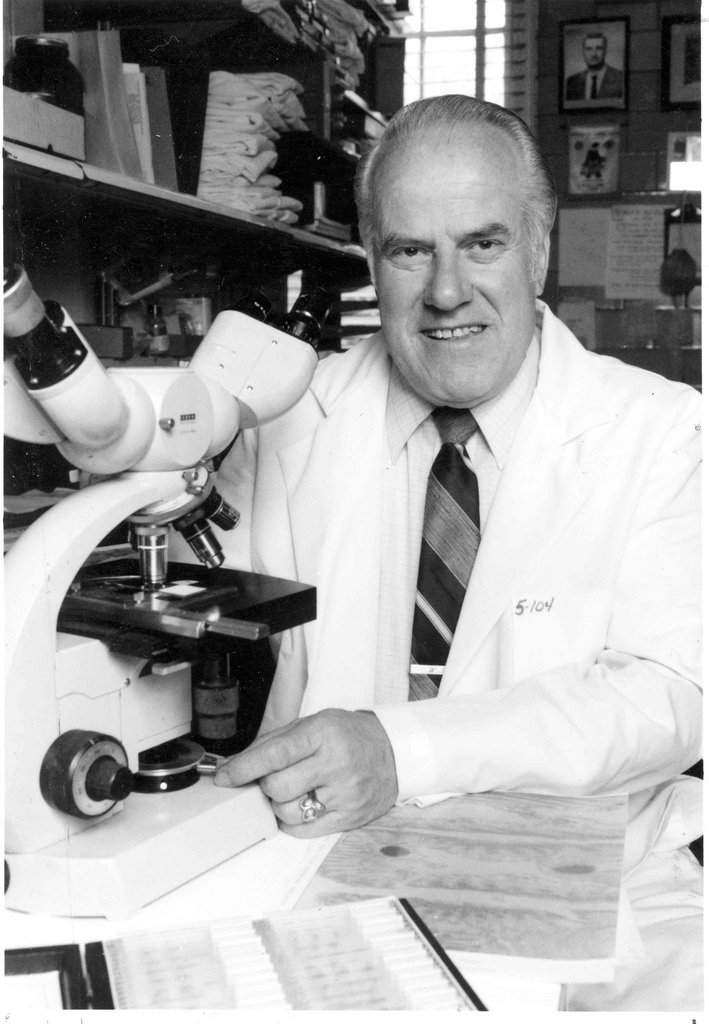
Willy Burgdorfer, 1978.

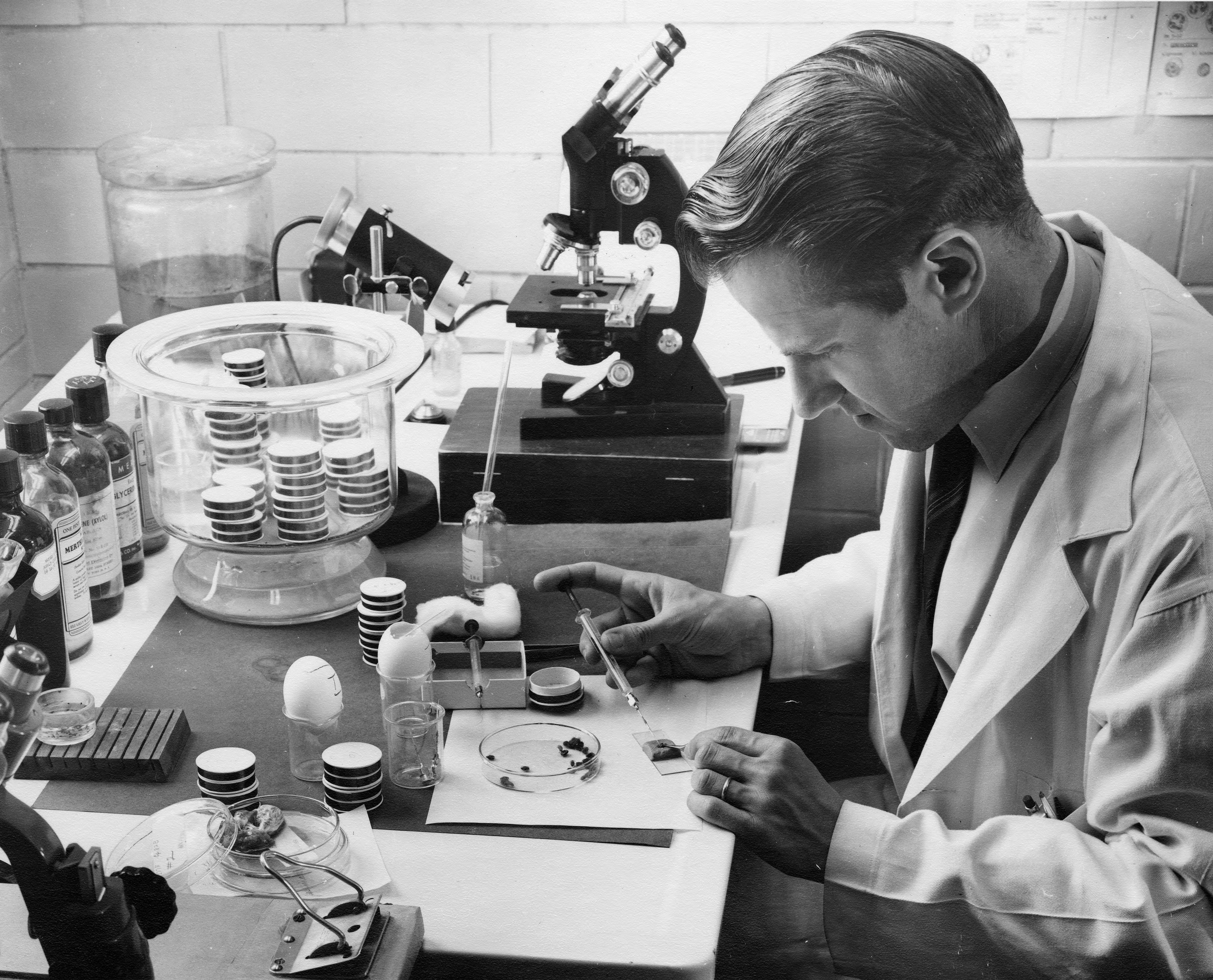
Willy Burgdorfer bei der Präparation von Zecken, 1954.

Wilhelm „Willy“ Burgdorfer (* 27. Juni 1925 in Basel; † 17. November 2014 in Hamilton, Montana) war ein aus der Schweiz stammender US-amerikanischer Bakteriologe und Parasitologe. Schwerpunkt seiner Forschungen waren bakterielle Zoonosen. 1981 entdeckte er den Erreger der Lyme-Borreliose, das Bakterium Borrelia burgdorferi.

## Leben
Burgdorfer war der Sohn von Karl und Else Burgdorfer. Nach dem Schulbesuch in Basel studierte er ab 1944 an der Universität Basel Zoologie, Bakteriologie, Entomologie, Parasitologie und Hygiene. 1951 wurde er über die Übertragung des Zeckenrückfallfiebers durch Lederzecken promoviert, sein Doktorvater war Rudolf Geigy.
Zunächst als Stipendiat wechselte er dann an das Rocky Mountain Laboratory (RML) in Hamilton (Montana), wo er zunächst vor allem zu Rickettsia rickettsii, dem Erreger des Rocky-Mountain-Fleckfiebers forschte. Spätere Forschungen widmeten sich anderen Zoonosen wie dem Colorado-Zeckenfieber, der Übertragung von Yersinia pestis – dem Erreger der Pest – durch Flöhe, der Übertragung des Gelbfieber-Virus und dem Lebenszyklus von Francisella tularensis.
Bei der mikroskopischen Untersuchung von Hirschzecken (Ixodes scapularis, damals als eigene Art (Ixodes dammini) abgegrenzt) aufgrund von Rocky-Mountain-Fleckfieber-Verdachtsfällen fand 1981 Burgdorfer anstelle der gesuchten, das Rocky-Mountain-Fleckfieber verursachenden Rickettsien andere Bakterien: Spirochäten. Burgdorfer nahm richtigerweise an, den lange gesuchten Erreger der Lyme-Borreliose identifiziert zu haben. Im Blutserum betroffener Patienten konnten Antikörper gegen den Erreger nachgewiesen werden. Die Ergebnisse wurden 1982 in Science veröffentlicht, der Erreger wurde nach dem ersten Lyme-Borreliose-Symposium 1983 in Yale zu Ehren Burgdorfers als Borrelia burgdorferi bezeichnet. Die Identifizierung des Erregers ermöglichte weitere Forschung zur Übertragung des Erregers und Therapie der Lyme-Borreliose.
Burgdorfer trat 1986 in den Ruhestand, arbeitete aber noch für 15 weitere Jahre als Wissenschaftler am Rocky Mountain Laboratory. Er veröffentlichte in seiner Karriere über 200 Beiträge für Fachzeitschriften.
Willy Burgdorfer war ab 1953 in erster Ehe mit Gertrude „Dale“ See († 2005) verheiratet.  Aus der Ehe gingen die Söhne Bill und Carl hervor. 1957 nahm er die US-amerikanische Staatsbürgerschaft an. In zweiter Ehe war er mit Lois Rohr verheiratet. Er starb am 17. November 2014 in Hamilton, Montana, an den Folgen der Parkinson-Krankheit.

## Auszeichnungen (Auswahl)
- 1985: Schaudinn-Hoffmann-Plakette (Deutsche Dermatologische Gesellschaft, DDG)[5]
- 1986: Dr. med. h. c., Universität Bern, Schweiz
- 1988: Robert-Koch-Medaille in Gold[6]
- 1989: Bristol Award (Infectious Diseases Society of America)
- 1990: Walter Reed Medal (American Society of Tropical Medicine and Hygiene)
- 1991: Dr. med. h. c., Universität Aix-Marseille, Frankreich

## Schriften (Auswahl)
- Analyse des Infektionsverlaufes bei Ornithodorus moubata (Murray) und der natürlichen Uebertragung von Spirochaeta duttoni. In: Acta Tropica 1951, Bd. 8, Heft 3, S. 196–262. (Dissertation)
- Hemolymph test. A technique for detection of rickettsiae in ticks. In: Am. J. Trop. Med. Hyg. Band 19, Nummer 6, 1970, S. 1010–1014, PMID 4992724.
- mit A. G. Barbour, S. F. Hayes, J. L. Benach, E. Grunwaldt, J. P. Davis: Lyme disease-a tick-borne spirochetosis?. In: Science. Band 216, Nummer 4552, 1982, S. 1317–1319, PMID 7043737.
- Discovery of the Lyme disease spirochete and its relation to tick vectors. In: Yale J Biol Med. Band 57, Nummer 4, 1984, S. 515–520, PMID 6516454 PMC 2590008 (freier Volltext).
- How the discovery of Borrelia burgdorferi came about. In: Clinics in Dermatology. Band 11, Nummer 3, S. 335–338, PMID 8221514.